# 129082 Oliviabillett
129082 Oliviabillett este o planetă minoră (asteroid) din centura de asteroizi. A fost descoperită pe 12 noiembrie 2004 la Catalina Station⁠(d) de Catalina Sky Survey. 
Obiectul prezintă o orbită caracterizată de o semiaxă mare de 2,2274056891566 UAi, o excentricitate de 0,18, o înclinație de 3,6 ° în raport cu ecliptica.